# サークルチャート

ガオンのロゴ

サークルチャート（朝: 써클차트、英: Circle Chart）は、韓国の音楽チャートである。旧名はガオンチャート （朝: 가온차트、英: Gaon Chart）

## 概要
旧名称の由来は中心を意味するガウンデ（朝: 가운데）。「韓国版ビルボード」を標榜する韓国初の大衆音楽チャートである。大韓民国文化体育観光部の後援のもと1年間の準備期間を経て韓国音楽コンテンツ産業協会の運営により開始した。デジタルとアルバム部門は週単位、総合部門は6ヶ月単位で発表される。各チャートは毎週金曜日に公開される。審査基準としてゴールデンディスク賞に音源データを提供している。

## 沿革
- 2009年 - 毎月の音楽ソフトなどの売上を発表するランキングとして発足[3]
- 2010年2月23日 - 毎週のランキングとアルバム売上ランキングなどを追加したチャートを新設。
- 2022年7月7日 - ガオンチャートからサークルチャートへと改名[6]。

## 集計方法とチャート
音源、アルバム、オンラインダウンロード、ストリーミング、携帯電話端末向け着信音・呼び出し音などを集計した分野別チャートは勿論、これらを合算した総合チャートがある。アルバムセールスチャートではLOENエンターテインメント、SMエンタテインメント、ソニー・ミュージック・コリア、ワーナー・ミュージック・コリア、ユニバーサルミュージック、Mネット・メディアなどが協力している。モバイルチャートは着信音のダウンロード数の集計であり、オンラインチャートは音楽源とオンラインでのセールスを集計している。デジタルチャートはモバイルとオンラインの集計チャートである。BGMチャートは全チャートの総合ランキングである。全てのチャートは毎週・毎月、発表される。主要レコード会社を介さず流通するアルバムは集計に入らない。例えばチャン・ギハと顔たちのアルバム『何事もなく暮らす』は4万枚を売り上げたにも関わらず、インディーズレーベルから発売されていた為、チャート入りしなかった。この問題に対して、韓国音楽コンテンツ産業協会局長の崔光号は2010年2月23日に行われたガオンチャート出帆式のインタビューにおいて、「その問題点はよく分かっていたが、客観的資料なしに推定値だけでランキングに反映させるのは難しい。これから、この様な問題点をきちんと補っていく」と回答した。

### チャート一覧
| チャート名                   | 集計対象                            | 順位 | 備考 |
| ---------------------------- | ----------------------------------- | ---- | --- |
| グローバルK-POPチャート      | ストリーミング数                    | 200  | - 全世界のK-POPストリーミング数を集計                                                                                    |
| デジタル・チャート           | ダウンロード + ストリーミング + BGM | 200  | - ダウンロード・ストリーミング・BGMを集計した楽曲総合チャート - 米Billboard Hot 100や日本のBillboard Japan Hot 100に相当 |
| ストリーミング・チャート     | ストリーミング数                    | 200  | - ストリーミング配信された国内外の楽曲チャート                                                                           |
| ダウンロード・チャート       | ダウンロード数                      | 200  | - 総合ダウンロード・チャート                                                                                             |
| BGM・チャート                | BGM売上                             | 200  | - BGMのセールスチャート                                                                                                  |
| V Coloringチャート           | 動画                                | 100  | - V Coloringアプリの利用量を集計                                                                                         |
| モバイル着信音・チャート     | ringtones売上                       | 100  | - 国内の携帯電話端末向け着信音のセールスチャート                                                                         |
| モバイルRBT・チャート        | 呼び出し音売上                      | 100  | - 国内の呼び出し音セールスチャート                                                                                       |
| アルバム・チャート           | アルバム流通量 （出荷数-返品数）    | 100  | - 国内外のアルバムの総合セールスチャート                                                                                 |
| リテール・アルバム・チャート | アルバム販売数                      | 50   | - 小売店でのアルバム販売数を集計したチャート                                                                             |
| ソーシャル・チャート         | SNS指数                             | 50   | - ソーシャルメディア指数の合計チャート （YouTube、TikTok、MUBIT、Mycelups）                                              |
| カラオケ・チャート           | カラオケでの歌唱回数                | 200  | - 国内外の楽曲のカラオケ総合歌唱回数チャート                                                                             |
| Weibo・チャート              | Weiboでの人気                       | 30   | - 個人のWeibo人気チャート                                                                                                |
| Weibo・チャート              | Weiboでの人気                       | 10   | - グループのWeibo人気チャート                                                                                            |

## 記録

### デジタルチャート年間1位
| 年     | 作品名                                                      | 歌手名          |
| ------ | ----------------------------------------------------------- | --------------- |
| 2010年 | Bad Girl Good Girl                                          | Miss A          |
| 2011年 | Roly-Poly                                                   | T-ARA           |
| 2012年 | 江南スタイル                                                | PSY             |
| 2013年 | ジェントルマン                                              | PSY             |
| 2014年 | SOME                                                        | ソユ&チョンギゴ |
| 2015年 | BANG BANG BANG                                              | BIGBANG         |
| 2016年 | CHEER UP                                                    | TWICE           |
| 2017年 | 初雪のように君に行く (I Will Go to You Like the First Snow) | Ailee           |
| 2018年 | 愛をした (LOVE SCENARIO)                                    | iKON            |
| 2019年 | 2002                                                        | アン・マリー    |
| 2020年 | Any Song                                                    | ZICO            |
| 2021年 | Celebrity                                                   | IU              |
| 2022年 | LOVE DIVE                                                   | IVE             |
| 2023年 | Ditto                                                       | NewJeans        |

### アルバムチャート年間1位
| 年     | 作品名                                   | 歌手名          | 流通枚数  |
| ------ | ---------------------------------------- | --------------- | --------- |
| 2010年 | Bonamana                                 | SUPER JUNIOR    |           |
| 2011年 | The Boys                                 | 少女時代        | 385,348   |
| 2012年 | Sexy, Free & Single                      | SUPER JUNIOR    | 356,431   |
| 2013年 | XOXO (KISS&HUG) Repackage（Korean ver.） | EXO             | 335,823   |
| 2014年 | Overdose                                 | EXO-K           | 385,047   |
| 2015年 | EXODUS (Korean Ver.)                     | EXO             | 478,856   |
| 2016年 | WINGS                                    | BTS(防弾少年団) | 751,301   |
| 2017年 | LOVE YOURSELF 承 “Her”                   | BTS(防弾少年団) | 1,493,443 |
| 2018年 | LOVE YOURSELF 結 `Answer`                | BTS(防弾少年団) | 2,197,808 |
| 2019年 | MAP OF THE SOUL : PERSONA                | BTS(防弾少年団) | 3,499,980 |
| 2020年 | MAP OF THE SOUL : 7                      | BTS(防弾少年団) | 4,376,975 |
| 2021年 | Butter                                   | BTS(防弾少年団) | 2,999,407 |
| 2022年 | Proof                                    | BTS(防弾少年団) | 3,482,598 |
| 2023年 | FML                                      | SEVENTEEN       | 5,546,930 |